# Operação Foco
Operação Foco (hebraico: מבצע מוקד, Mivtza Moked) foi um ataque aéreo preventivo realizado por Israel, dando início à Guerra dos Seis Dias, em 1967. É por vezes referido como "Ataque Aéreo ao Sinai". Às 07:45 do dia 5 de junho de 1967, a Força Aérea Israelense (FAI), sob o comando do Major-General Mordechai Hod, lançou um maciço ataque aéreo que destruiu a maior parte da Força Aérea Egípcia ainda no chão. Após ataques sírios, jordanianos e iraquianos em retaliação, a Força Aérea Israelense começou a bombardear bases aéreas nesses países. Ao meio-dia, as forças aéreas do Egíto, Jordânia e Síria, com cerca de 450 aeronaves, foram destruídas. Foi também muito bem-sucedida em destruir 18 bases aéreas no Egito, dificultando as operações da Força Aérea Egípcia durante a guerra, e continua a ser uma das campanhas de ataque aéreo mais bem-sucedidas da história militar.

## Resumo da operação
Em três ondas principais de ataques aéreos, e várias ondas menores, nos dias após a operação, um total de 452 aeronaves foram destruídas, a maioria deleas ainda em solo. Isso deixou a FAI com superioridade aérea, e capaz de efetivamente auxilia as tropas em solo das  Forças de Defesa Israelenses (FDI).
O sucesso operacional foi atingido através da concentração inicial na destruição das pistas de pouso com um novo tipo de arma, um foguete anti-pista.  A explosão criava uma pequena cratera  sobre uma grande dolina, ou seja, o dano sobre a seção da pista obrigava a remoção completa da seção para que a dolina possa ser reparada ao contrario de uma bomba convencional que resulta em apenas uma cratera que pode ser facilmente preenchido, assim voltando a uso. Uma vez que as pistas foram destruídas, toda a base aérea ficou a mercê do ataque israelense, resultando na destruição das aeronaves ainda em solo, sendo destruídas nas subsequentes ondas de ataque, o que gerou uma quase total supremacia aérea israelense.

### 5 de Junho de 1967
A Operação Foco foi lançada as 7:45 da manhã no fuso horário Israelense (8:45 pelo fuso horário Egípcio). Quase todos as 196 aeronaves de combate Israelenses (principalmente do modelo francês Dassault Aviation) foram designadas para participar do ataque aéreo, sendo deixadas apenas doze defender o espaço aéreo Israelense.
A infra-estrutura defensiva egípcia era precária, suas bases aéreas não haviam sido equipadas com abrigos anti-aéreos capazes de proteger seus aviões em caso de ataque. As aeronaves Israelenses partiram em direção ao Mediterrâneo antes de desviarem o curso para o Egito. Enquanto isso, a situação das forças Egípcios se dificultava, pois haviam efetivamente desligado todo o seu  sistema de defesa aérea, pois estavam preocupados que forças rebeldes dentro do exército Egípcias tentassem derrubar o avião que transportava Marechal-de-Campo Amer e tenente general Sidqi Mahmoud, que estavam em rota partindo de al Maza para Bir Tamada no Sinai para se reunirem com os comandantes das tropas ali estacionadas. Apesar disto, os pilotos Israelense vieram o abaixo da altura de cobertura dos radares egípcios, e também bem abaixo do ponto coberto pelas baterias de mísseis superfície-ar egípcios SA-2, o que impossibilitou que pudessem derrubaras aeronaves israelenses.
A primeira onda de ataque Israelense atingiu 11 bases, pegando a maior partes Força Aérea Egípcia no ainda em solo e destruindo-a antes que decolassem. Os jatos Israelenses, em seguida, voltaram para Israel, onde foram abastecidos e suas munições foram recarregadas (Quick-turned) em apenas 7 minutos e 30 segundos, em seguida partiram pra a segunda onda de ataque, na qual foram atingidas 14 bases egípcias e com poucas baixas. Em seguida fizeram outro quick-turned" e partiram para a terceira onda.
As fases iniciais da Operação Foco foram um completo sucesso:A força aérea Egípcia, que possuía cerca de 500 aviões de combate foi destruída no espaço de três horas, com apenas pequenas perdas para a Força Aérea de israel. Quando a Síria, Jordânia e o Iraque atacaram alvos Israelenses em retaliação ao ataque aéreo sobre o Egito, seus ataques foram dirigidas principalmente a alvos civis e foram em grande parte ineficaz. Em resposta a muitos dos aviões da FAI que estavam dirigindo a terceira onda de ataque ao Egito foram desviados para atingir alvos na Síria e Jordânia, enquanto outros aviões foram enviados para atacar forças Árabes em solo, para apoiar o ataque Israelense. No final do primeiro dia da Guerra dos Seis dias, Israel tinha a superioridade aérea sobre Israel, as colinas de Golã, a cisjordânia, e sobre todo o deserto do Sinai.

### Entre 6-10 de Junho de 1967
No segundo dia da guerra (6 de junho) a FAI foi utilizada contra as forças terrestres do Egito, Jordânia, Síria e Iraque.
No terceiro dia (7 de junho) as FAI destruiram centenas de veículos Egípcios que tentavam fugir do Sinai em comboios e prenderam outros milhares nas estreitas passagens do Sinai. Ao final do terceiro, a força aérea Jordaniana, de 34 aviões de combate tinha, essencialmente, deixado de existir e o exército Jordaniano estava fora de combate.
O sexto e último dia (10 de junho) a Síria havia perdido cerca de 100 aviões de combate.

### Resultado
Durante a Guerra dos Seis Dias, a Força Aérea Israelense (FAI), com 196 combate aeronaves à sua disposição havia prevalecido sobre uma coalizão com cerca de 600 aviões de combate. A FAI destruiu 452 aviões inimigos, incluindo 79 em combate aéreo, enquanto perdeu 46 aeronaves. 24 pilotos Israelenses e centenas de pilotos Árabes foram mortos.

### Número de aeronaves destruídas por tipo de aeronave
- Aviões de combate
  - 148 Mikoyan-Gurevich MiG-21 (104 do Egito; 32 da Síria; 12 do Iraque)
  - 29 Mikoyan-Gurevich MiG-19 (todas do Egito)
  - 112 Mikoyan-Gurevich MiG-17 (94 do Egito; de 16 a Síria; dois do Iraque)
  - 14 Sukhoi Su-7 (todas do Egito)
  - 27 Hunter Hawker (21 a partir da Jordânia, cinco do Iraque, Líbano)
- Aviões bombardeiros
  - 31 Tupolev Tu-16 (30 do Egito; um do Iraque)
  - 31 Ilyushin Il-28 (27 de Egito; dois da Síria; dois do Iraque)
- Aeronaves de transporte
  - 32 Ilyushin Il-14 'Caixas' (30 do Egito; dois da Síria)
  - 8 Antonov An-12 (todas do Egito)
  - 4 others (outros dois Sírio C-27 de meio de transportes; e dois C-27, do Egito)
- Os helicópteros de transporte
  - 10 Mil Mi-6 'Ganchos' (oito do Egito; dois da Síria)
  - 6 Mil Mi-4 'Cães' (dois do Egito; quatro da Síria)

### Número de aeronaves destruídas por país
- Egito: 338 aeronaves
- Síria: 61 aeronaves
- Jordânia: 29 aeronaves
- Iraque: 23 aeronaves
- Líbano: 1 aeronave
- Israel perdeu 19 aeronaves em operação.

### Total por ondas de
1. Primeira onda (7:45 am): 101 voos de 11 aeroportos foram atacados por 183  aeronaves da FAI; 197 aeronaves Egípcia e 8 estações de radar foram destruídos. Cinco pilotos da FAI foram mortos e outros cinco foram feitos prisioneiros.
2. Segunda onda (9:30 am): 164 voos; 16 [citação necessários] base aéreas foram atacadas; 107  aviões Egípcio foram destruídos; 2  aviões Sírio foram abatidos em combate aéreo
3. Terceira Onda (12:15 pm): 85 vôos contra o Egito, 48 contra a Jordânia, 67 contra a Síria e um contra a base aérea Iraquiana a H-3.
4. Outras ondas (tarde e noite): 2 outros ataques contra a H-3; inúmeros ataques adicionais sobre bases aéreas Egípcio.